# Phố cổ

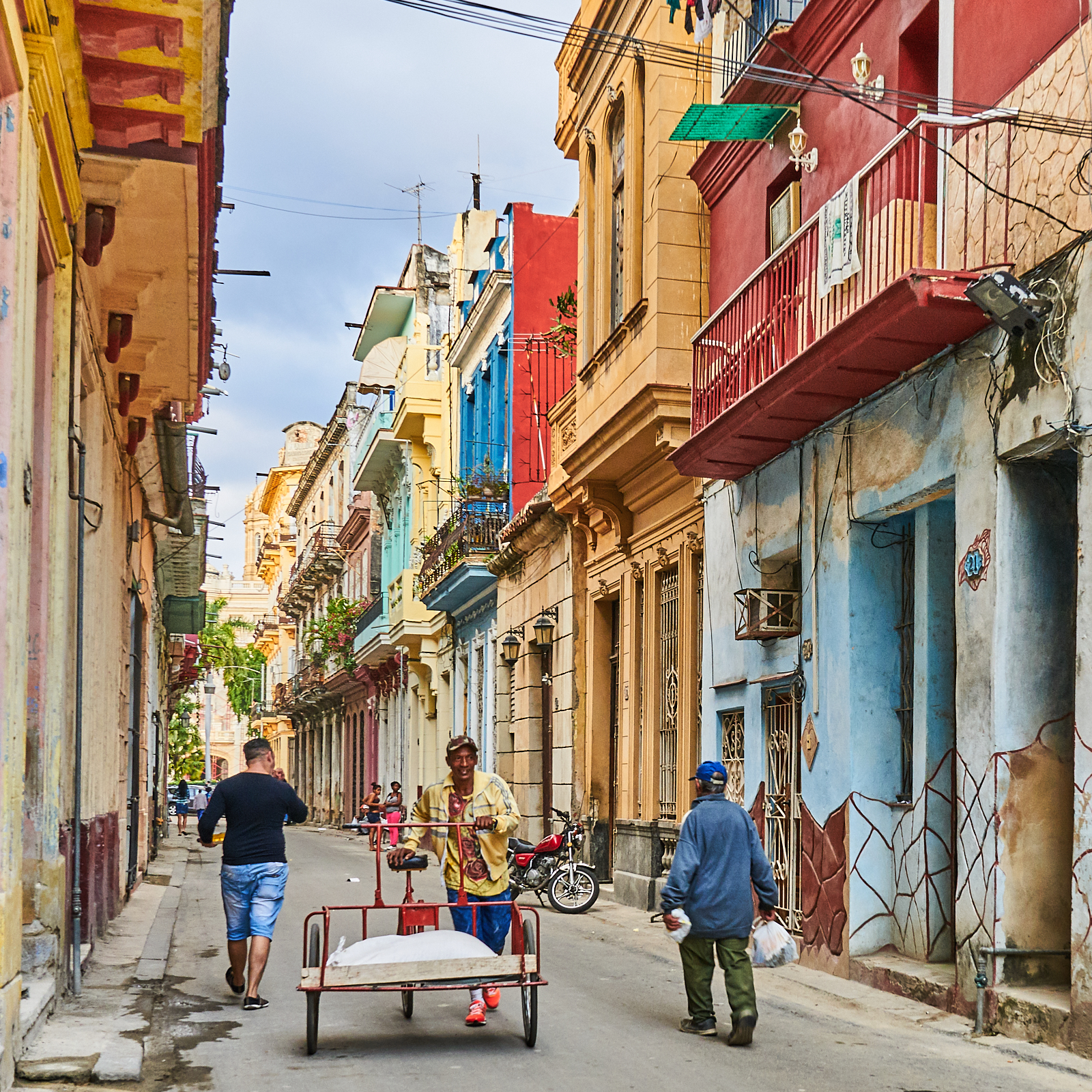
Khu phố cổ La Havana

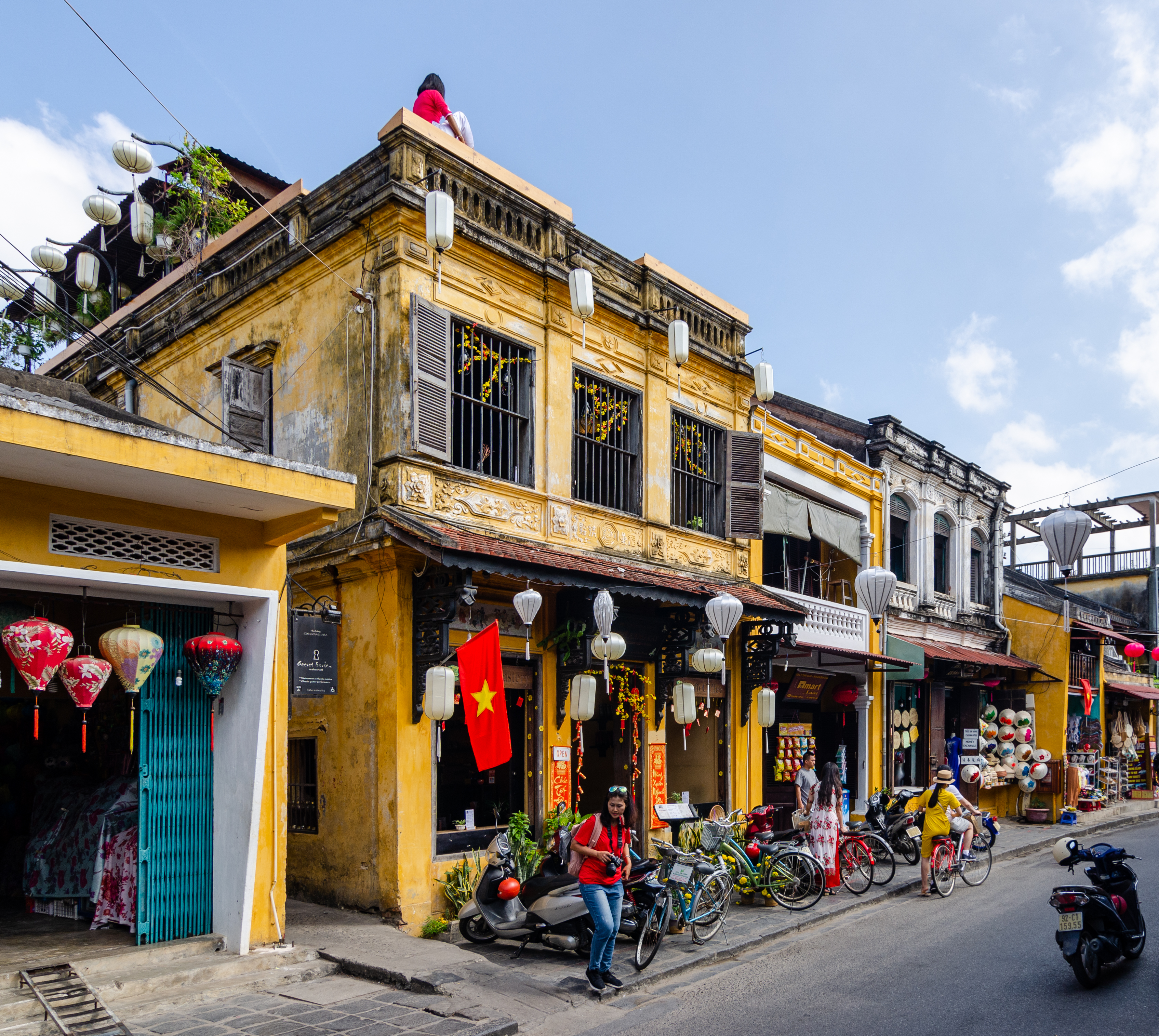
Phố cổ Hội An

Phố cổ hay khu phố cổ (tiếng Anh: old town) trong là khu vực lõi mang tính lịch sử văn hóa hoặc tính kiến trúc nguyên bản của một thành phố hoặc thị trấn. Cảnh quan phố cổ là những ngôi nhà cổ, dãy phố, ngõ hẻm cũ kỹ và cổ kính. Mặc dù những thành phố thường lớn hơn ở thời điểm hiện tại, nhiều thành phố đã quy hoạch lại phần di tích cũ này của thành phố để kỷ niệm nguồn gốc của thành phố hoặc thị trấn đó. Luật pháp một số quốc gia quy định những khu phố cổ này là di sản và thuộc diện bảo tồn, việc xây dựng, sửa chữa, mua bán, chuyển nhượng phải đáp ứng quy hoạch và không được làm tổn hại nguyên trạng.
Có rất nhiều nơi trên thế giới được gọi là phố cổ. Dưới đây là danh sách một số thị trấn cổ (cổ trấn) nổi tiếng (Danh sách này liệt kê chưa đầy đủ):

## Châu Phi
- Cairo Hồi giáo ở Ai Cập
- Thị trấn Đá Zanzibar
- Thị trấn cổ Mombasa ở Kenya
- Kairouan
- Medina của Sousse
- Medina của Tunis
- Meknes ở Morocco
- Essaouira ở Morocco
- Fes el Bali ở Morocco
- Marrakech ở Morocco
- Tétouan ở Morocco
- El Jadida ở Morocco

## Châu Âu
- Phố cổ Praha của Cộng hòa Séc

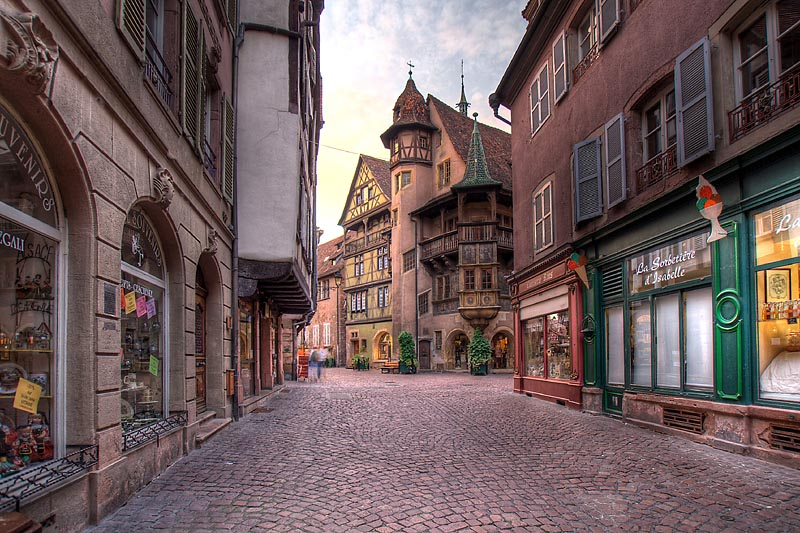
Thị trấn Colmar là cảm hứng cho kiến trúc làng Pháp ở Bà Nà

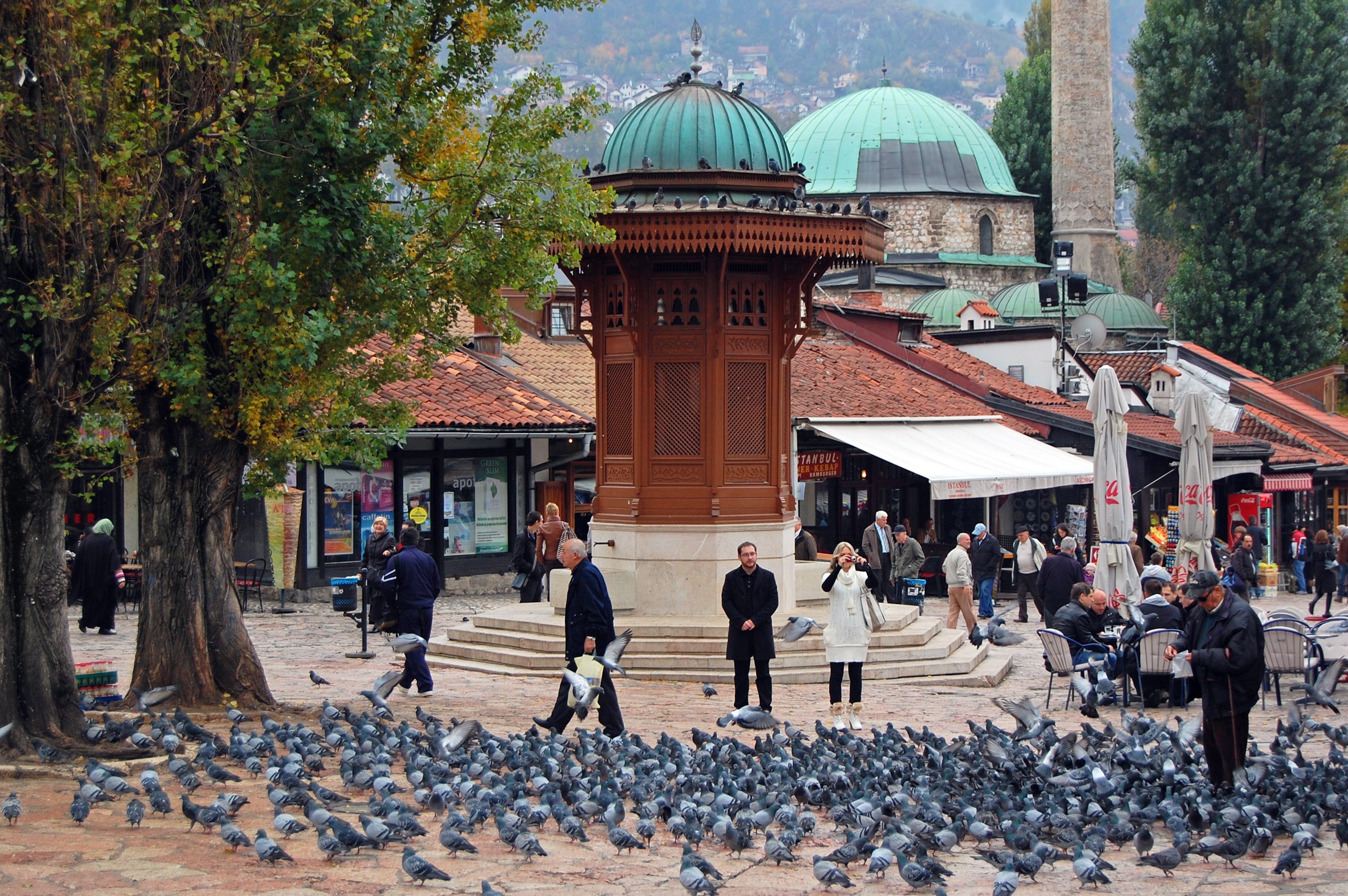
Phố cổ Sarajevo của Bosina

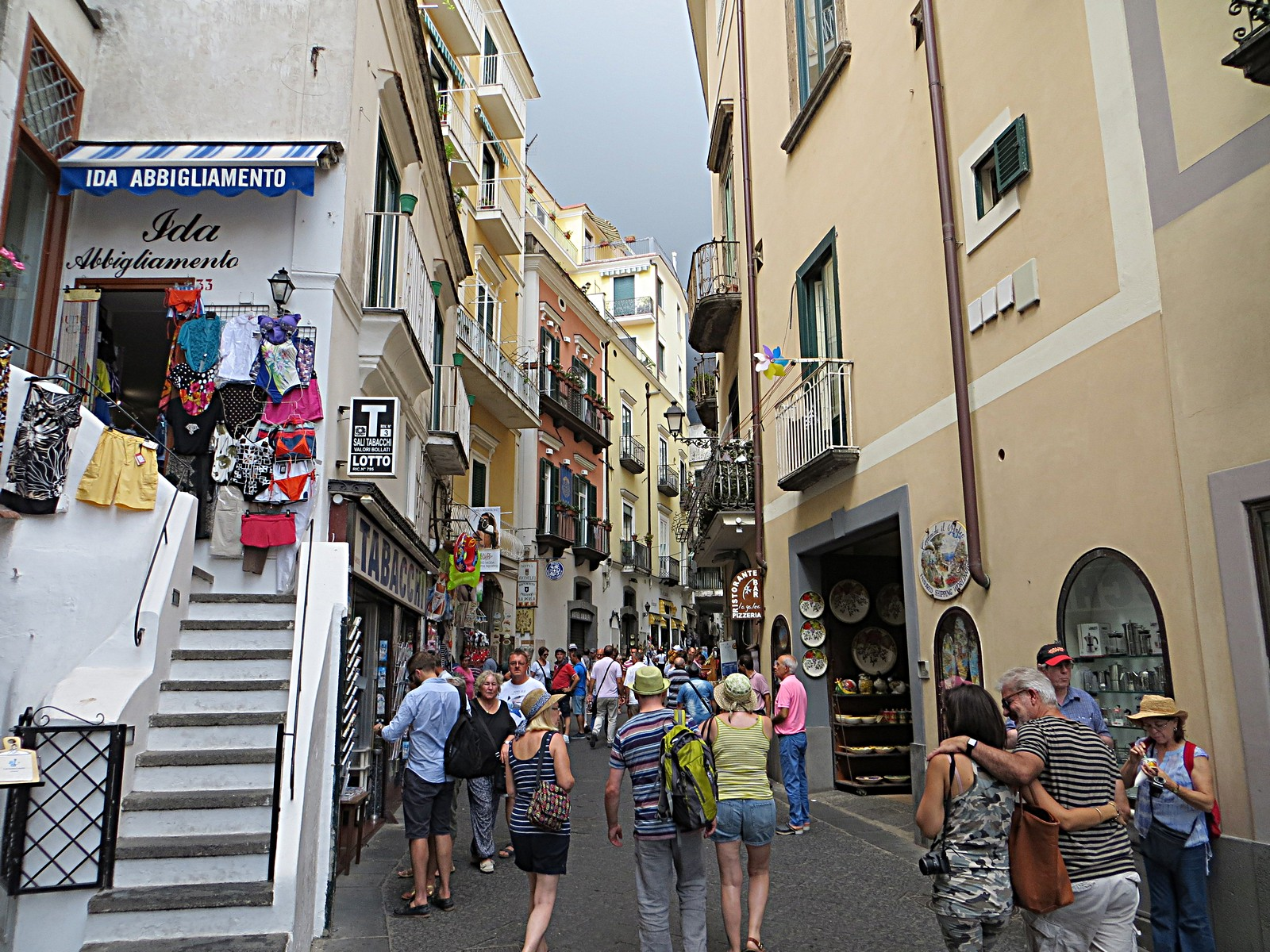
Thị trấn Amalfi

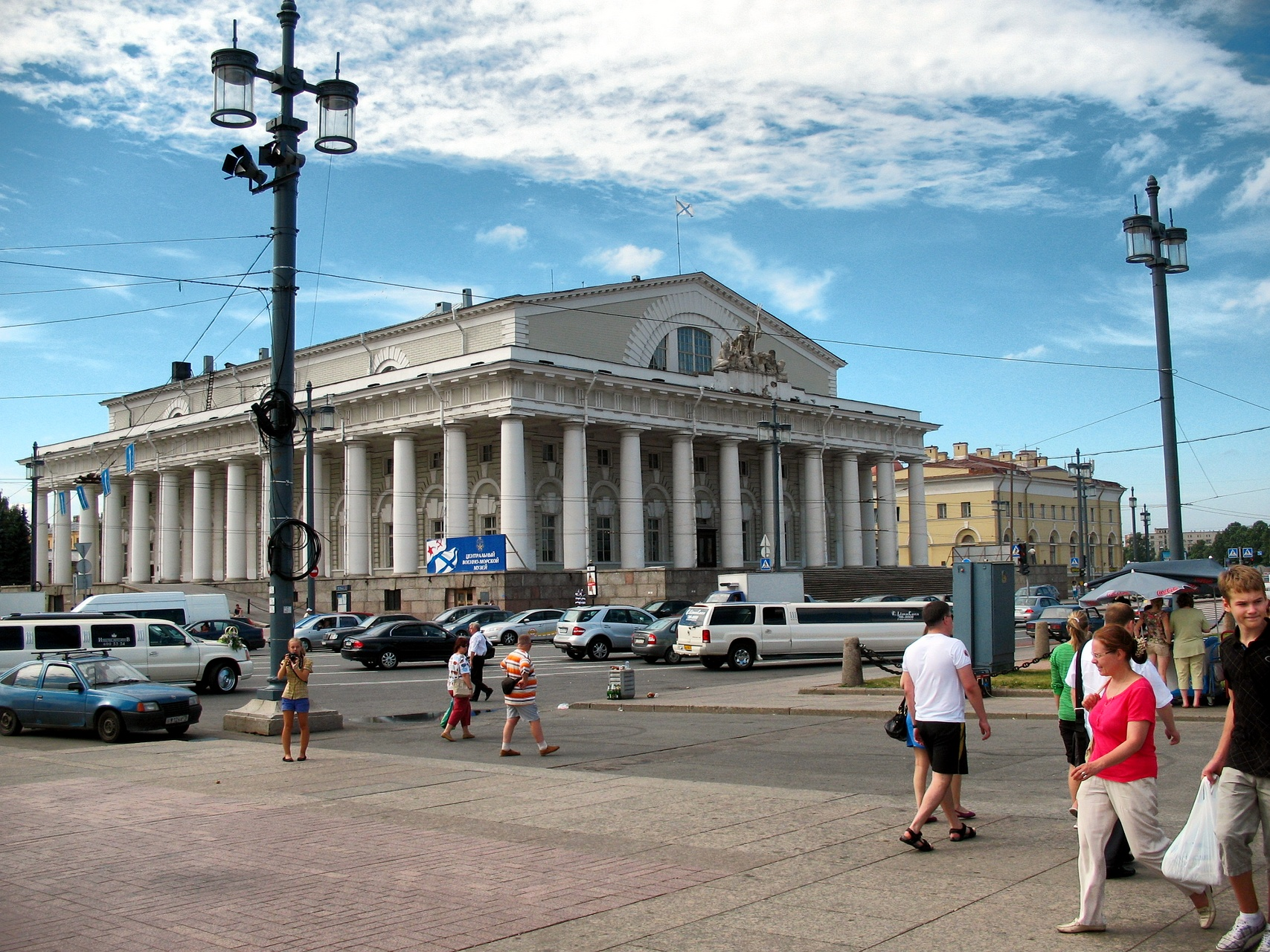
Thành phố Saint Petersburg

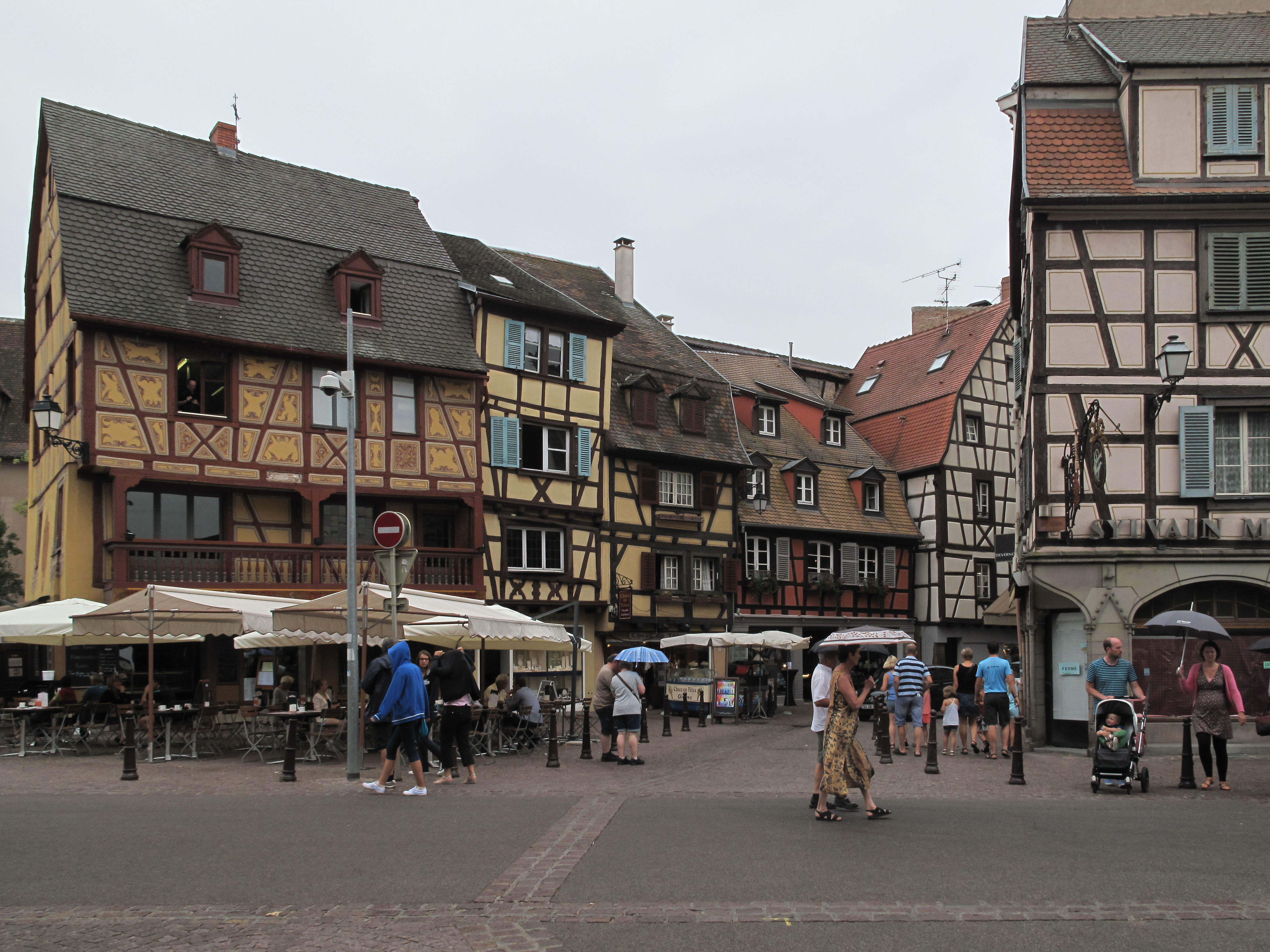
Làng Pháp

- Thị trấn cổ Český Krumlov của Cộng hòa Séc
- Thành phố cổ kính Kutná Hora của Cộng hòa Séc
- Thành phố cổ Telč của Cộng hòa Séc
- Phố cổ Bratislava của Slovakia
- Košice Staré Mesto của Slovakia
- Khu phố cổ của Warszawa ở Ba Lan
- Phố cổ Kraków của Ba Lan
- Phố cổ Sarajevo (Sa-ra-e-vô) của Bosnia và Herzegovina
- Stari Most của Bosnia và Herzegovina
- Khu phố cổ Višegrad của Bosnia và Herzegovina
- Thị trấn cổ Budva của Montenegro
- Dubrovnik của Croatia
- Split của Croatia
- Trogir của Croatia
- Varaždin của Croatia
- Gradec, Zagreb của Croatia
- Petrovaradin của Serbia
- Tešnjar thời Nam Tư cũ
- Valjevo của Serbia
- Thị trấn cổ Plovdiv của Bulgaria
- Trung tâm lịch sử Sighişoara của Rumani
- Khu phố cổ Tbilisi (Dzveli Tbilisi) của Gruzia
- Mtskheta của Gruzia
- Kutaisi của Gruzia
- Vecrīga của thủ đô Riga của Latvia (Di sản thế giới của UNESCO)
- Khu phố cổ Vanalinn ở  Tallinn của Estonia (Di sản thế giới của UNESCO)
- Thị trấn cổ Den Gamle By của Đan Mạch
- Khu thành cổ Rauma của Phần Lan
- Thị trấn cổ Porvoo của Thụy Điển
- Innere Stadt ở Thủ đô cổ kính Vienna của Áo
- Đô thị cổ Graz của Áo
- Salzburg của Áo
- Milano của Ý
- Verona
- Firenze hay Florence
- Napoli
- Venezia hay còn gọi là Vơ-ni-dơ hay Venice (Vơ-nít) là thành phố cổ kính với dòng kênh Vơ-ni-dơ kiều diễm và tháp St Mark's Campanile (Tháp Đồng Hồ Venice), là cảm hứng cho kiến trúc của Dự án Grand World Phú Quốc (Thànhh phố Không ngủ) ở Phú Quốc của tập đoàn Tập đoàn Vingroup.
- Thị trấn cổ Amalfi bên bờ biển Amalfi với những dãy nhà đầy sắc màu là cảm hứng cho Dự án Sun Premier Village Primavera hay còn gọi là Khu Địa Trung Hải Phú Quốc hay Thị trấn hoàng hôn ở Phú Quốc của tập đoàn Sungroup
- Đô thị cổ Sorrento
- Gamla stan ở Thụy Điển
- Visby của Thụy Điển
- Thành cổ Bern của Thụy Sĩ
- Amasya của Thổ Nhĩ Kỳ
- Trung tâm lịch sử Lviv của Ukraine
- Phố cổ Kiev của Ukraine
- Phố cổ Arbat của Nga
- Saint Petersburg ở Nga
- Phố cổ Vyborg ở Nga
- Old Town, Edinburgh ở Scotland

## Châu Mỹ

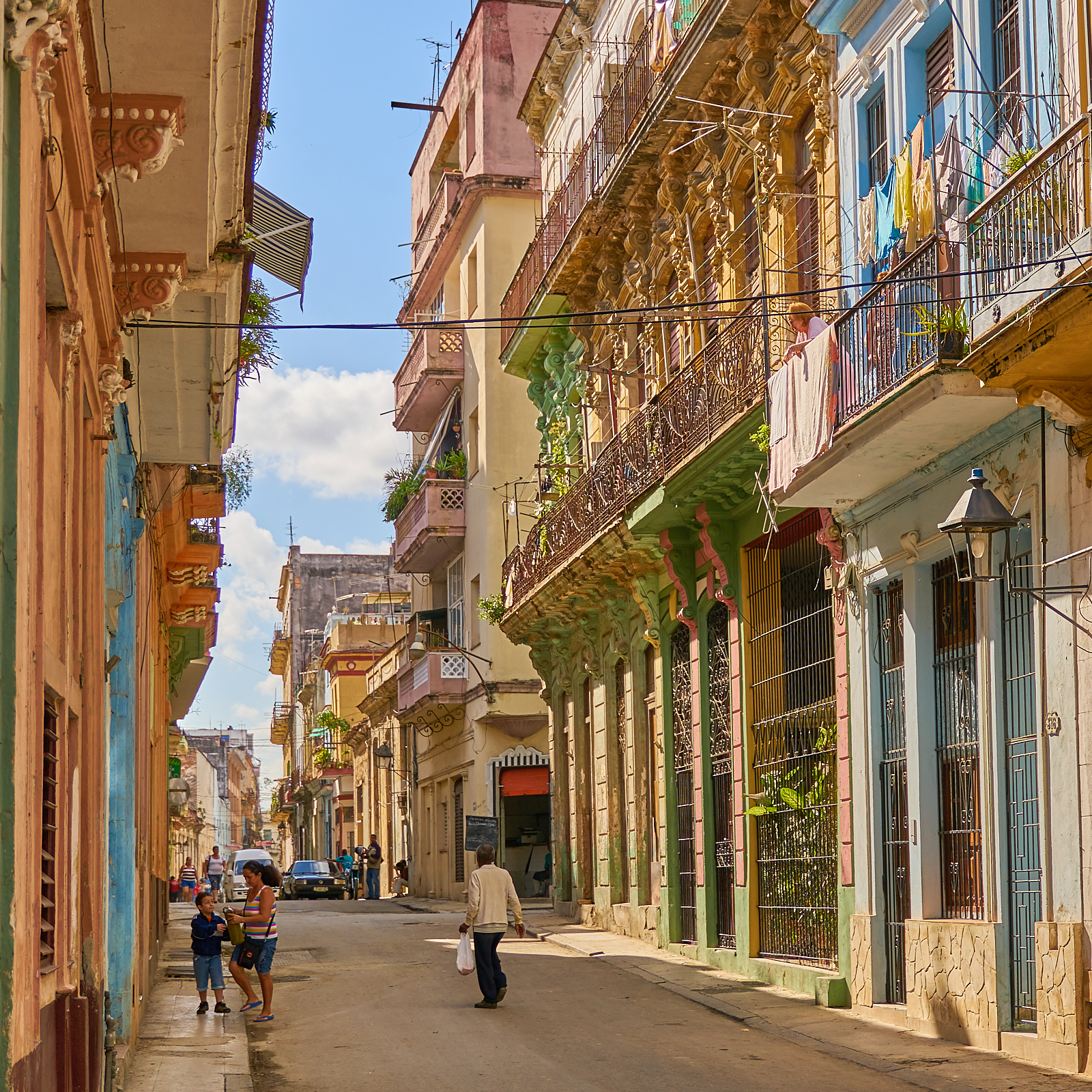
Phố cổ La Habana đầu sắc màu

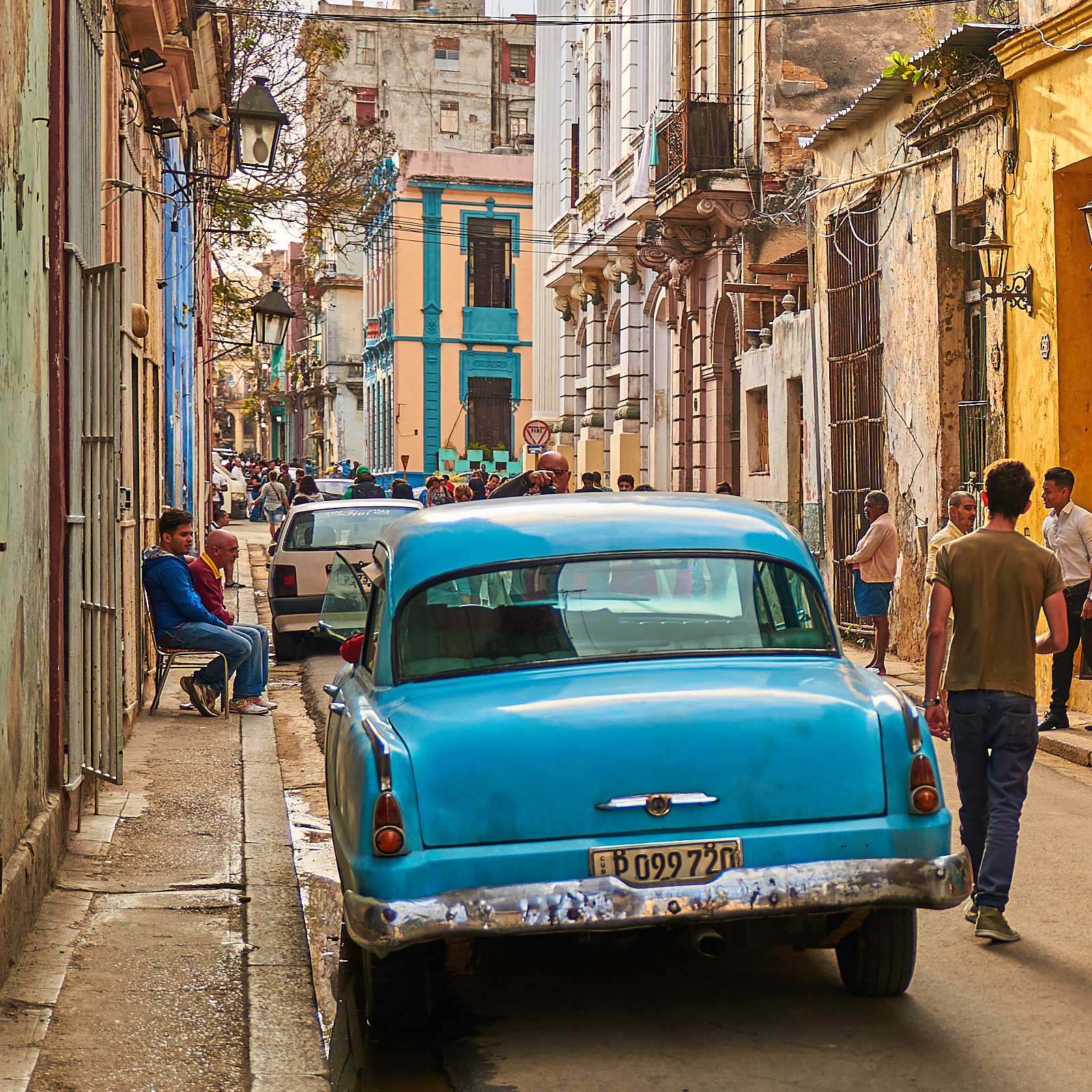
Phố cổ La Havana với đặc trưng là những chiếc xe hơi cổ lổ sỉ

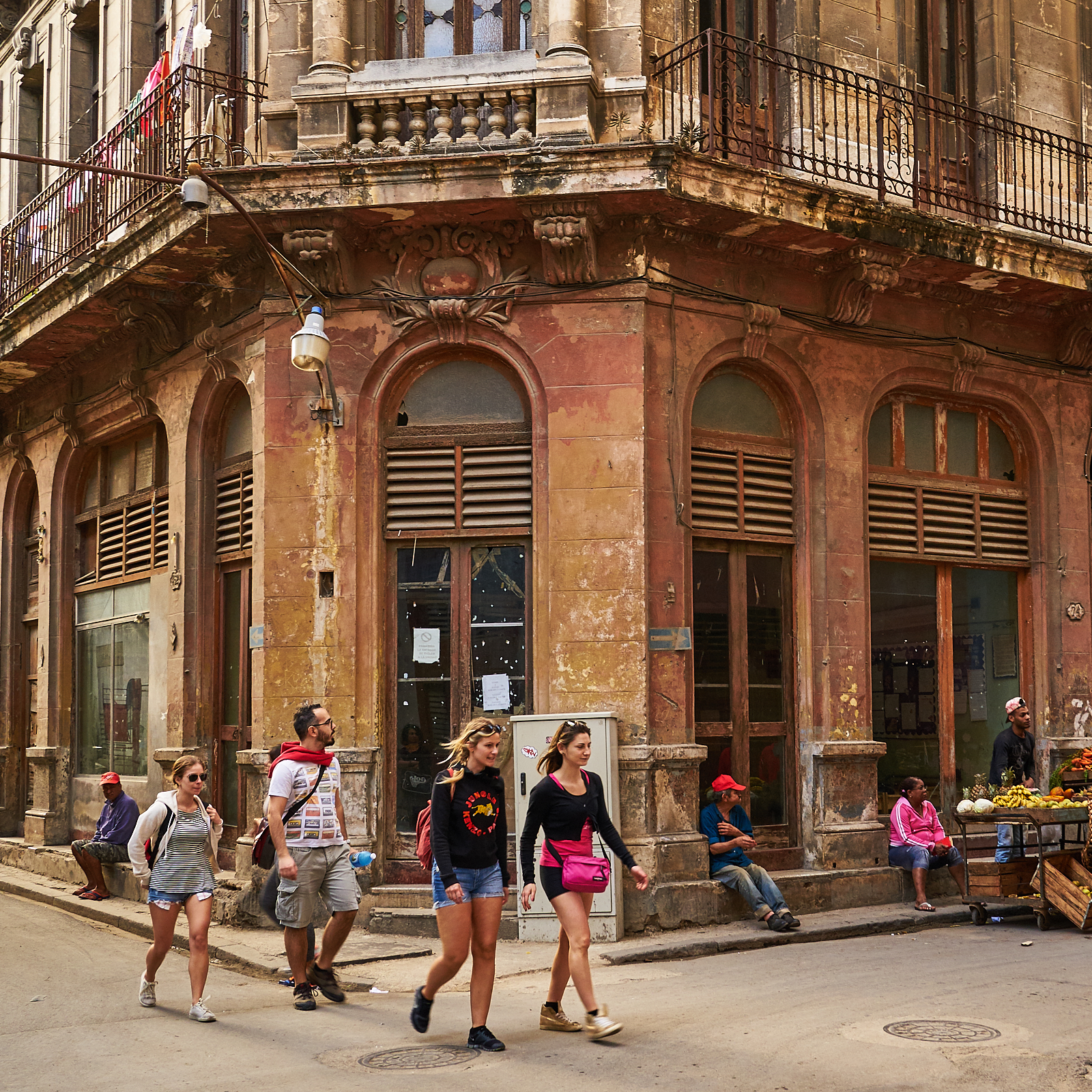
Khu phố cổ Havana

- Phố cổ La Habana (Havana Vieja) là thành phố cổ từ thế kỷ 19 nay càng xuống cấp do không có kinh phí trùng tu
- Ciudad Colonial (Santo Domingo) của Dominica
- Trung tâm Lịch sử của Thành phố Mexico
- Guanajuato
- Oaxaca của Mexico
- Morelia của Mexico
- Zacatecas của Mexico
- Thành phố Querétaro của Mexico
- Campeche, Campeche của Mexico
- San Miguel de Allende của Mexico
- Panamá Viejo của Panama
- Trung tâm lịch sử Salvador

## Châu Á

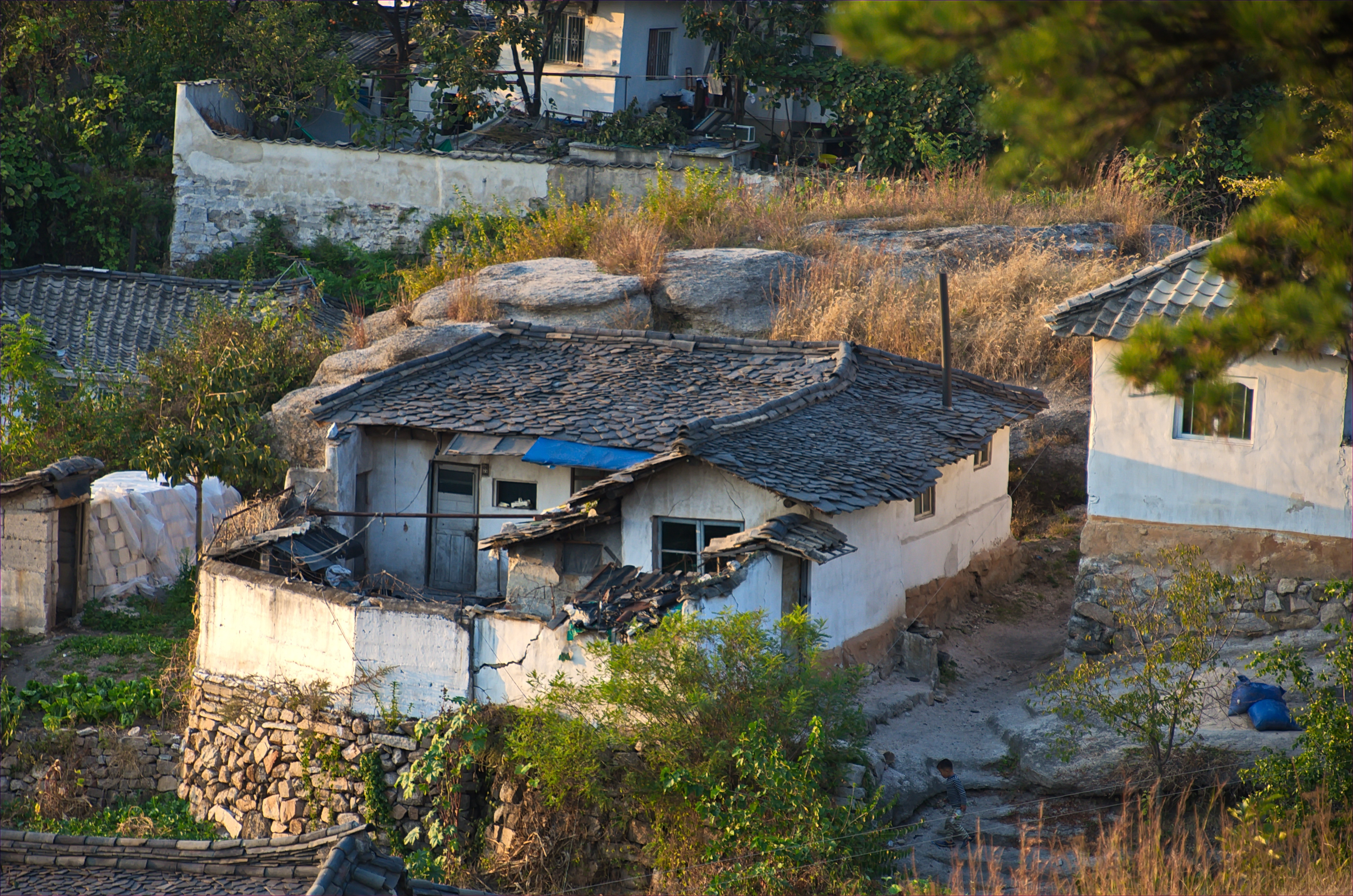
Thành cổ Khai Phong ở Bắc Triều Tiên

- Phố cổ Hà Nội (là phố cổ từ thời kinh thành Thăng Long và trứ danh với băm sáu phố phường)
- Cố đô Huế nổi bật với quần thể kinh thành Huế
- Phố cổ Hội An
- Chợ Lớn là phố người Hoa (Chinatown) ở Thành phố Hồ Chí Minh
- Di tích lịch sử của cố đô Kyoto của Nhật Bản
- Di tích Lịch sử của Nara cổ ở Nhật Bản
- Đền chùa Nikkō ở Nhật Bản
- Làng lịch sử Shirakawa-go và Gokayama của Nhật Bản
- Thành phố Kaesong (Khai Phong) của Bắc Triều Tiên
- Làng Hanok Bukchon của Hàn Quốc
- Làng dân gian Hahoe của Hàn Quốc
- Làng dân gian Yangdong của Hàn Quốc
- Insa-dong của Hàn Quốc
- Tử Cấm Thành ở Bắc Kinh của Trung Quốc
- Tị Thử Sơn Trang
- Thành cổ Lệ Giang
- Phượng Hoàng cổ trấn
- Khu lịch sử Ma Cao
- Cung điện Potala (Bố Đạt La cung) ở Tây Tạng
- Cố đô Delhi ở Ấn Độ
- Goa Velha ở Ấn Độ
- Cố đô Dhaka của Bangladesh
- Kota Tua Jakarta với 4 địa điểm (Onrust, Kelor, Cipir dan Bidadari) của Indonesia
- Depok Lama (thị trấn cổ Depok) của Indonesia
- George Town, Penang của Mã Lai
- Khu phố cổ Ipoh của Mã Lai
- Phố cổ Chiềng Khăn ở Thái Lan
- Cổ trấn Chum Xeng ở Thái Lan
- Intramuros ở Phi Luật Tân
- Thị trấn cổ Levuka của Fiji
- Thành phố cổ Damascus của Syria
- Thành phố cổ Aleppo của Syria
- Byblos ở Liban
- Tripoli, Liban
- Týros ở Liban
- Dir'iyah ở Ả rập Xê út
- Phố cổ Sana'a của Yemen
- Thị trấn cổ Shibam của Yemen
- Đô thị cổ Zabid của Yemen
- Bát-đa kinh đô xứ Ba Tư cổ xưa
- Thủ đô Tashkent ở Uzbekistan
- Thành cổ Samarkand ở Uzbekistan
- Thành cổ Bukhara ở Uzbekistan
- Thành cổ Khiva ở Uzbekistan